# Société de Saint-Hubert
La Société de Saint-Hubert est une société de recherche de houille qui a effectué six sondages à Bousignies, Brillon, Tilloy-lez-Marchiennes, Warlaing et Millonfosse dans une partie encore inexploitée du bassin minier du Nord-Pas-de-Calais, entre 1838 et 1841. Aucun de ces sondages n'a montré la présence du charbon, mais ils ont permis de délimiter une des limites septentrionales du bassin. Contrairement à la Compagnie d'Hasnon et à la Compagnie des Canonniers de Lille, établies à la même période et à proximité, la Société de Saint-Hubert n'a pas ouvert de fosse.

## Historique
Les années 1830 - 1840 se caractérisent par un grand élan pour les entreprises industrielles de toute nature, particulièrement pour les mines de houille. Dans le Nord, cet engouement fait suite à la découverte par la toute récente compagnie des mines de Douchy d'un riche gisement de charbon gras. Le sol, ou un vingt-sixième de cette compagnie, qui se vendait à peine 2 230 francs en février 1833, atteint en janvier 1834 le prix exorbitant de 300 000 francs. Les demandes de concessions se multiplient dans la région (il y en aura jusqu'à 70 en 1837). Cette fièvre des recherches de charbon a pour conséquence la création d'un grand nombre de compagnies ou de sociétés, dont peu finalement sont parvenues à durer. 
La Société de Saint-Hubert exécute six sondages de 1838 à 1841, au nord de la Scarpe, à Warlaing, là même où Sehon-Lamand avait ouvert un puits en 1786, à Brillon, à Bousignies et Millonfosse. Cette société prétend avoir trouvé des parcelles de houille ; mais il paraît que tous ses sondages n'ont rencontré que des phtanites ou des schistes appartenant à la partie tout à fait inférieure à la formation carbonifère.
Trois sondages, celui de Bousignies, du Pont d'Hasnon et de Brillon, définissent assez bien exactement la limite du bassin houiller au nord de la concession d'Hasnon. Elle suit dans cette région une direction sensiblement est-ouest, pour aller ensuite s'infléchir vers le sud, à l'ouest des travaux de Marchiennes.

### Sondage de Bousignies
50° 25′ 42″ N, 3° 21′ 50″ E
Le sondage de Bousignies est effectué sur le territoire de la commune de Bousignies en 1838. M. Lorieux a reconnu des grès et des schistes noirs appartenant à la base de la formation houillère. La profondeur n'est pas indiquée.

### Sondage de Brillon
50° 25′ 55″ N, 3° 19′ 29″ E
Le sondage de Brillon, effectué par la Société de Saint-Hubert en 1838 a trouvé des grès et des schistes noirs appartenant à la base de la formation houillère. Le sondage a atteint la profondeur de 144 mètres. Tout comme au sondage de Bousignies, le charbon n'a pas été découvert.

### Premier sondage du Buverlot
50° 24′ 54″ N, 3° 20′ 30″ E
Le premier sondage du Buverlot est effectué en 1838 à Tilloy-lez-Marchiennes et arrêté à 140 mètres à la suite d'un accident. On a prétendu y avoir traversé une couche de houille épaisse de quarante centimètres à la profondeur de 129 mètres, mais ce résultat est très douteux.

### Second sondage du Buverlot
50° 25′ 03″ N, 3° 20′ 39″ E
Le second sondage du Buverlot a été ouvert non loin du premier, à Tilloy-lez-Marchiennes, en 1839. Il n'a pas rencontré le charbon, mais des schistes et des phtanites bien caractérisés, que l'on ne rencontre pas dans le terrain houiller riche. Sa profondeur n'est pas connue.

### Sondage de Warlaing
50° 24′ 51″ N, 3° 19′ 34″ E
Le sondage de Warlaing, aussi nommé sondage du Chemin de Buverlot est effectué en 1839 à Warlaing. Il est poussé jusqu'à la profondeur de 234 mètres. M. Loriaux n'a vu retirer du trou qu'une terre noire renfermant quelques parcelles de charbon.

### Sondage du Pont d'Hasnon
50° 25′ 38″ N, 3° 23′ 07″ E
Le sondage du Pont d'Hasnon est exécuté en 1840 au nord du clocher d'Hasnon, à Millonfosse. Il a atteint des bancs de phtanite du terrain houiller inférieur. Sa profondeur n'est pas connue.